# Herminio Yacucci
Herminio Yacucci (Buenos Aires, Argentina; ¿? - Id. 1942) fue un primer actor y director de teatro y cantante argentino.

## Carrera
Ingresó como actor en la Cía. de Leonor Rinaldi en 1914, después de una buena trayectoria como cantante en un círculo obrero. Luego pasó a la Cía. de Arturo Mario por el espacio de dos años, y a su regreso de una gira que llegó hasta el Pacífico, trabajó en una compañía integrada por Perelli, Gregorio Cicarelli, Arturo Rivas, Amalia Bernabé, entre otros. En 1918 fue galán de la Compañía de Enrique Muiño; y galán barítono de la Compañía Luis Vittone - Segundo Pomar en el papel protagónico de la pieza lírica dramática llamada Barrabás, su labor allí fue muy breve, ya que en 1919 quedó inhabilitado por su acción decidida por la huelga. 
Si bien más tarde fue contratado por Armando Discépolo para integrar un calificado conjunto, decidió formar en 1924 su propia compañía, y por diez años dirigió un elenco que llevó al teatro argentino a Centroamérica, cultivando siempre la comedia en tres actos. Tanto en sus giras en el interior como en el exterior del país tuvo especial cuidado en la formación de los elencos integrados por elementos de valor tales como José Gola, Mario Soffici, Víctor Eiras, Emma Bernal y Mecha Delgado.
En 1925, con la Compañía que formó junto a Muñoz montó en Bahía Blanca Airiños de miña terra en la que también se desempeña como protagonista, y le fue otorgado el título de ciudadano honorario de la colectividad gallega. Un año más tarde forma junto a los actores Juan Mangiante y Pablo Acciardi la "Compañía Nacional de Comedias Acchiardi- Mangiante- Yacucci" cuya primera actriz María  Esther Buschiazzo.
En 1929 fue contratado por Pascual Carcavallo para trabajar como actor en el Teatro Nacional, y llamado por Luis Arata fue su director artístico en la notable temporada de 1930 en Montevideo. Unía a su sólida cultura una poderosa intuición e inició a Arata en el género del grotesco, creado por Roberto Casaux.
Con una amplia trayectoria a su espalda murió de causas naturales en 1942.

## Teatro
- 1918: Barrabás
- 1923: En un burro, tres baturros
- 1925: Airiños de miña terra
- 1927: Aves de rapiña, comedia en 5 cuadros, original de don Julio Escobar. Estrenada en el Teatro Maipo.
- 1929: Tango, mujeres y champán, sainete lírico.
- 1929: Entró a tallar Don Hipólito. En el Teatro Smart, junto a Arata.
- 1930: Alemán, pero buen gaucho.
- 1930: Los casados son los peores, estrenado en el Teatro Smart.
- 1930: Y el trompo se quedó sin piola.
- 1930: Yo soy el taño Taboada.
- 1930: El fuego del Vesubio.
- 1930: El novio de la finada
- 1931: Romance federal.
- 1931: He visto a Dios, de Francisco Defilippis Novoa.
- 1932: Cuidado con las bomitas, estrenada en Córdoba.
- 1932: La crisis nos vuelve locos. Estrenado en el Teatro Comedia.
- 1934: Don Juan Manuel de Rozas, con Ana Arneodo, Santiago Arrieta, Paulina Singerman, Efrain Cantelo y Félix Mutarelli.